# Народный учитель Республики Марий Эл
Народный учитель Республики Марий Эл (луговомар. Марий Эл Республикын Калык туныктышыже) — государственная награда, почётное звание Республики Марий Эл.

## История
Учреждено Указом Президиума Верховного Совета Марийской АССР от 23 декабря 1990 года.

## Основания награждения
Установлено для учителей, преподавателей, воспитателей и др. работников образовательных учреждений всех видов, которые внесли большой вклад в развитие образования и воспитания и получили широкое общественное признание. Присваивается не ранее, чем через 5 лет после присвоения почётного звания «Заслуженный работник образования Республики Марий Эл». Присваивается Главой Республики Марий Эл (ранее Президиумом Верховного Совета Марийской АССР) с вручением удостоверения и нагрудного знака. По состоянию на 1 июля 2008 года звания удостоены 16 человек.

## Список обладателей почётного звания

### Народные учителя Марийской ССР
- - Хабибрахманова Манзура Искаковна (1991)[1]

### Народные учителя Республики Марий
- - Васильев Александр Аркадьевич (1997)[2]
  - Красилова Людмила Григорьевна (1999)[3]
  - Гоник Лидия Александровна (2001)[4]
  - Лаврентьев Владимир Алексеевич (2003)[5]
  - Арганяков Геннадий Васильевич (2007)[6]
  - Пирогова Надежда Леонидовна (2010)[7]